# Klein springzaad
Klein springzaad (Impatiens parviflora) is een kruidachtige, tot 1 m hoge plant uit de balsemienfamilie (Balsaminaceae).
De 1 cm kleine bleekgele tweeslachtige bloemen hebben een korte (0,5 cm) rechte spoor en bloeien van juni tot oktober.

## Ecologische aspecten
De plant groeit op enigszins vochtige en beschaduwde plaatsen in bossen, parken en in wegbermen.
Phytoliriomyza melampyga mineert in het klein springzaad. De plant is waardplant voor de rupsen van groot avondrood (Deilephila elpenor) en  springzaadbandspanner (Xanthorhoe biriviata).

## Voorkomen
De plant is afkomstig uit Centraal-Azië en komt nu voor in grote delen van Europa tot Siberië en in Noord-Amerika. In Engeland komt hij voor in het midden en zuiden van het land.

## Toepassingen
Jonge loten kunnen gekookt worden (let op: de bladeren bevatten waarschijnlijk calciumoxalaat). 
De zaden kunnen rauw of gekookt genuttigd worden. Het verzamelen van zaad is echter moeizaam, doordat het verspreidingsmechanisme van de plant gericht is op het wegschieten van rijpe zaden.

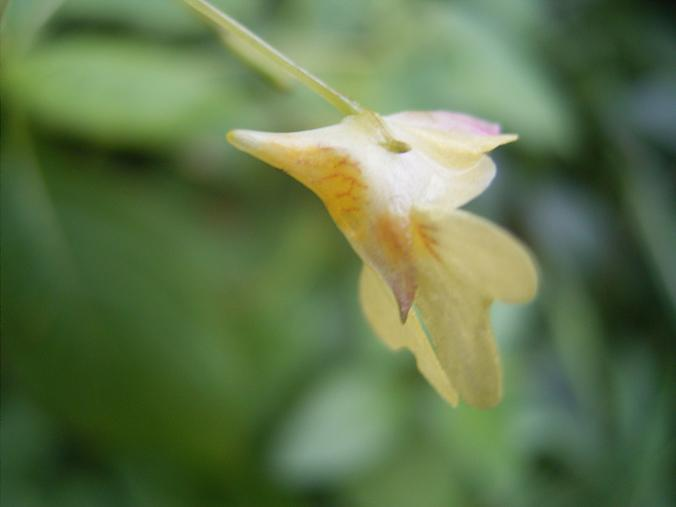
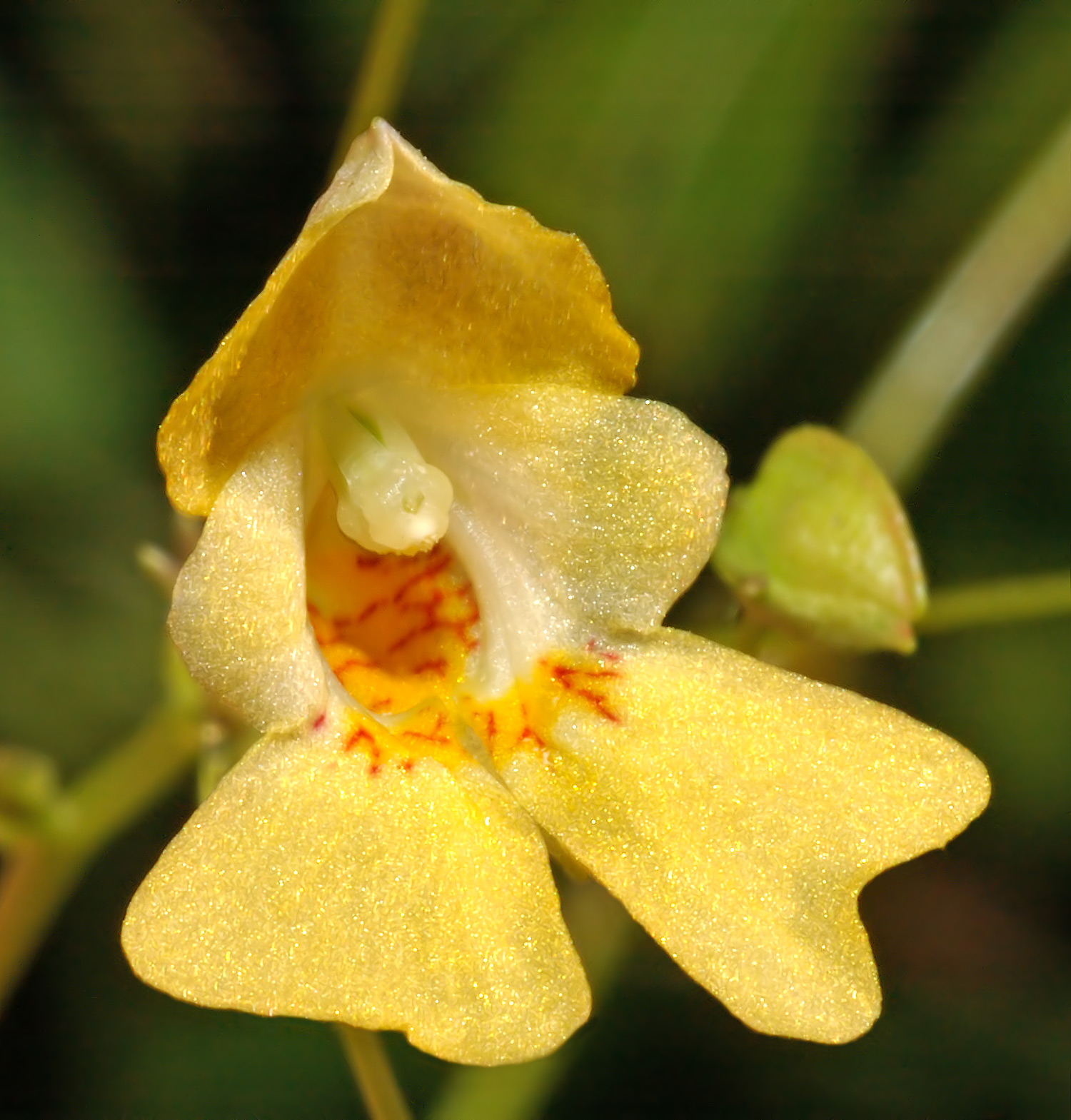